# Торрес, Либерман
Либерман Брайан Торрес Насарено (исп. Liberman Bryan Torres Nazareno; род. 16 мая 2002, Shushufindi, Сукумбиос) — эквадорский футболист, полузащитник клуба «Вильярреал B», выступающий на правах аренды за клуб «Атлетико Оттава».

## Клубная карьера
Торрес — воспитанник клуба «Индепендьенте дель Валье». 3 октября 2020 года в матче против «Оренсе» он дебютировал в эквадорской Серии A.
В августе 2022 года Торрес перешёл в испанский «Вильярреал», где подписал контракт с командой B. 17 сентября а матче против «Луго» он дебютировал в Сегунде.
17 августа 2023 года Торрес отправился в аренду в клуб Примеры Федерасьон «Рекреативо» на сезон.
2 февраля 2024 года Торрес был арендован клубом Канадской премьер-лиги «Атлетико Оттава» на сезон 2024. За «Атлетико Оттава» он дебютировал 2 июня в матче против «Галифакс Уондерерс», заменив Тира Уокера во втором тайме. 28 июня в матче против «Форджа» он забил свой первый гол за «Атлетико Оттава».